# 刘奇 (唐朝)
刘奇（7世纪—696年12月26日），唐朝滑州胙城县（今河南省延津县胙城乡）人，是凌烟阁二十四功臣刘政会之孙、驸马都尉劉玄意之子。
武周长寿年间为天官侍郎，曾荐张鷟、司马锽为监察御史，二人通过申屠瑒向刘奇表达谢意，刘奇正色回答：“举贤本无私，为什么要谢？”听说的人肃然起敬。神功元年正月二十五（696年12月26日）为酷吏刘思礼所陷，与李元素、孙元亨等人一起被杀。

## 子孙
- 刘慎知，獲嘉令
  - 刘褧，東阿令
    - 刘藻，字茂實，祕書郎
      - 刘符，字端期，蔡州刺史
        - 劉崇龜，字子長，广州刺史、清海军節度使
          - 刘垂，字昭貺

        - 刘崇彝，字子憲，都官郎中
        - 刘崇望，唐昭宗宰相
        - 劉崇魯，字郊文，水部員外郎、知制誥
        - 刘崇谟，字成禹，太常少卿、弘文館直學士
        - 刘崇，字寶臣，洪洞令
          - 刘岳，字昭輔
            - 刘温叟，字永龄

        - 刘瑰、刘玗
- 刘超，河南少尹
  - 刘全誠
- 刘微，字可大，吳郡太守、江南採訪使
  - 刘方平
- 刘同，萬年令